# Comythovalgus sansibaricus
Comythovalgus sansibaricus är en skalbaggsart som beskrevs av Hermann Julius Kolbe 1896. Comythovalgus sansibaricus ingår i släktet Comythovalgus och familjen Cetoniidae. Inga underarter finns listade i Catalogue of Life.